# Тонски систем
Тонски систем (фр. système tonal). представља низ свих тонова којим се служимо у музици почевши од најдубљег тона из субконтра октаве (2C) до највишег тона из пете октаве (h5). Седам основних тонова (c, d, e, f, g, a, h) се 9 пута понавља, и то, сваки пут у другој висини.

## Називи октава тонског система
Да би се истоимени тонови различити по висини могли разликовати, тонски систем је подељен на тзв. октаве тонског система, што ће рећи да сваки тон у тонском систему има своју октавну припадност и своју ознаку, а свака октава свој назив и своју ознаку.
Називи октава у тонском систему су следећи:
1. Субконтра је најдубља октава. Бележи се малим бројем 2 испред великог слова. Садржи следеће тонове: 2C, 2D, 2E, 2F, 2G, 2A, 2H који се читају: субконтра C, субконтра D, субконтра E, итд.
2. Контра је дубока октава. Бележи се малим бројем 1 испред великог слова. Садржи следеће тонове: 1C, 1D, 1E, 1F, 1G, 1A, 1H који се читају: контра C, контра D, контра E, итд.
3. Велика октава има овај назив јер се њени тонови бележе великим словом. Садржи следеће тонове: C, D, E, F, G, A, H који се читају: велико C, велико D, велико E, итд.
4. Мала октава је добила назив јер се њени тонови бележе малим словима. Садржи следеће тонове: c, d, e, f, g, a, h који се читају: мало c, мало d, мало e, итд.
5. Прва или једанпут подвучена октава зове се тако јер је „подвучена“ једном помоћницом. Њени тонови бележе се малим словом и бројем 1 изнад њих. Садржи следеће тонове: c1, d1, e1, f1, g1, a1, h1 који се читају: c један, d један, e један итд.
6. Друга или двапут подвучена октава зове се тако јер је „подвучена“ са две помоћнице. Њени тонови бележе се малим словом и бројем 2 изнад њих. Садржи следеће тонове: c2, d2, e2, f2, g2, a2, h2 који се читају: c два, d два, e два итд.
7. Трећа или трипут подвучена октава зове се тако јер је „подвучена“ са три помоћнице. Њени тонови бележе се малим словом и бројем 3 изнад њих. Садржи следеће тонове: c3, d3, e3, f3, g3, a3, h3 који се читају: c три, d три, e три итд.
8. Четврта или четири пута подвучена октава зове се тако јер је „подвучена“ са четири помоћнице. Њени тонови бележе се малим словом и бројем 4 изнад њих. Садржи следеће тонове: c4, d4, e4, f4, g4, a4, h4 који се читају: c четири, d четири e четири итд.
9. Пета или пет пута подвучена октава зове се тако јер је „подвучена“ са пет помоћница. Њени тонови бележе се малим словом и бројем 5 изнад њих. Садржи следеће тонове: c5, d5, e5, f5, g5, a5, h5 који се читају: c пет, d пет e пет итд.

- Све тонове тонског система могу одсвирати само велике оргуље, клавир може да одсвира нешто више од 7 октава, харфа и хармоника мање од 7, док остали инструменти обухватају од 2 1/2 до 3 1/2 октаве.